# Bentarique
Bentarique – gmina w Hiszpanii, w prowincji Almería, w Andaluzji, o powierzchni 11,34 km². W 2011 roku gmina liczyła 278 mieszkańców.